# 광안동
광안동(廣安洞)은 대한민국 부산광역시 수영구의 법정동이다. 행정동으로 광안1·2·3·4동으로 나뉜다. 광안리해수욕장과 남천동에 있는 광안대교로 유명하다.

## 법정동
- 광안동(廣安洞)

## 주요 시설

### 교육

#### 초등학교
- 광안초등학교
- 수영초등학교
- 호암초등학교

#### 중학교
- 한바다중학교
- 부산수영중학교
- 동수영중학교
- 동아중학교
- 광안중학교

#### 고등학교
- 덕문여자고등학교

### 아파트
- 광안 쌍용예가 디오션 1단지(101동~106동)
- 광안 더샵
- 광안 자이
- 광안 SK뷰대 1단지(101동~105동)
- 광안 삼정그린코아
- 광안 유림노르웨이아침
- 이린 타워 아파트
- 광안 지음 주상복합 아파트
- 광안 동일스위트
- 광안 협성엠파이어
- 협성 센트로 아파트
- 신우 피랜체 아파트
- 성원 쌍데빌 아파트
- 광안 아트 빌리지 아파트
- 명성 토마토 빌 아파트
- W-하우스 10차 아파트
- 태백 하이페리온 아파트
- 광안 에일린의 뜰
- 상아아트아파트
- 비치그린아파트
- 광원아파트

### 오피스텔
- 광안 세종엠스테이 3차

## 교통
- 부산 도시철도 2호선: 수영역, 광안역, 금련산역 일부
- 부산 도시철도 3호선: 수영역, 망미역